# Loretto School
Die Loretto School ist eine führende Privatschule in Schottland. Sie wurde 1827 gegründet und ist damit das älteste Internat Schottlands. Die Loretto School liegt in Musselburgh, einem Vorort von Edinburgh. Sie hat etwa 500 Schüler, die auf die Junior School (drei- bis zwölfjährige) und die Senior School (zwölf bis 18-jährige) aufgeteilt sind. In der Sixth Form (zwölfte und 13. Klasse) machen die Schüler die sogenannten A-Levels, das britische Abitur. Berühmt ist die Schule unter anderem für ihre Golfakademie, die als beste Großbritanniens gilt. Einige berühmte Persönlichkeiten besuchten die Loretto School, darunter mehrere Politiker, ein Hollywoodschauspieler und ein zweifacher Formel-1-Weltmeister.